# Vertrag über den Offenen Himmel
Vertrag über den Offenen Himmel oder OH-Vertrag (englisch Treaty on Open Skies; russisch Договор по открытому небу [ДОН] Dogowor po otkrytomu nebu [DON]) ist die Bezeichnung für einen Vertrag aus dem Jahre 1992 zwischen 27 damaligen KSZE-Staaten (NATO- und ehemaligen Warschauer-Pakt-Staaten), der es den Vertragsteilnehmern gestattet, gegenseitig ihre Territorien auf festgelegten Routen zu überfliegen und Lagebilder durch Beobachter und mittels technischer Sensoren (Foto, Radar, seit 2006 auch Infrarot und Videoaufnahmen, auch digital) zu erstellen.
Durch diese vertrauensbildende Maßnahme im (KSZE-)OSZE-Raum sollen Vereinbarungen der Rüstungskontrolle sowie zur Konfliktverhütung überwacht, Konflikte vermieden und der Frieden gesichert werden.
Die Vereinigten Staaten sind rechtswirksam am 22. November 2020 aus dem Vertrag ausgestiegen. Am 15. Januar 2021 leitete Russland als Reaktion auf den Austritt der USA ebenfalls Schritte zum Austritt aus dem Abkommen ein, der formelle Austritt erfolgte mit der Unterzeichnung des entsprechenden Gesetzes am 7. Juni desselben Jahres.

## Geschichte

### Vorgeschichte des Abkommens
Die ursprüngliche Idee nach dem Zweiten Weltkrieg war, durch auf Gegenseitigkeit beruhende Beobachtungsflüge rechtzeitig militärische Veränderungen und Aktivitäten in anderen Staaten erkennen und darauf reagieren zu können. Die Idee eines solchen Vertrages war bereits 1955 vom Präsidenten der Vereinigten Staaten von Amerika, Dwight D. Eisenhower, der sowjetischen Führung während der Genfer Gipfelkonferenz vorgeschlagen worden. Die Weiterverfolgung scheiterte jedoch aufgrund sowjetischer Befürchtungen, dass die Beobachtungsflüge zu Spionagezwecken genutzt werden könnten.
1989 nahm US-Präsident George Bush die Idee zur Vertrauensbildung durch Beobachtungsflüge im Rahmen der KSZE wieder auf. Dabei stand der Gedanke der Vertrauensbildung durch Offenheit und Transparenz im Vordergrund, verbunden mit dem durch den KSE-Vertrag gegebenen Anstoß der Möglichkeit der Verifikation der rüstungskontrollpolitischen Verpflichtungen aus der Luft.
Die Verhandlungen zwischen NATO und Warschauer Pakt begannen im Februar 1990.
Meinungsverschiedenheiten und insbesondere die auf sowjetischer Seite weiterhin bestehende Furcht vor Spionage durch den Westen führten zur Vertagung der Verhandlungen auf unbestimmte Zeit.
Erst als die NATO-Staaten im Juni 1990 im Rahmen der in Wien stattfindenden Verhandlungen über konventionelle Streitkräfte in Europa die Idee eines Luftinspektionsregimes zur Verifikation des KSE-Vertrages einbrachten, das wesentliche Elemente der westlichen OH-Vorstellungen enthielt, erhielt das Projekt einen neuen Impuls. Da aufgrund des Verhandlungszeitdruckes zum KSE-Vertrag eine detaillierte Regelung zu einem Luftinspektionsregime nicht mehr aufgenommen werden konnte, wurde ein genereller Hinweis eingearbeitet, dass grundsätzlich Inspektionen aus der Luft innerhalb des KSE-Anwendungsgebietes durchgeführt werden können.
Die NATO-Staaten bemühten sich daraufhin verstärkt um die Wiederaufnahme der OH-Verhandlungen. Das Interesse seitens der NATO war umso größer, als Russland zwischenzeitlich begonnen hatte, nach den KSE-Vertrag abzurüstende Waffen- und Ausrüstungsbestände aus dem bis zum Ural reichenden Anwendungsgebiet des KSE-Vertrages hinter den Ural zu verlegen.

### Abschluss des Abkommens
Der Vertrag über den Offenen Himmel wurde am 24. März 1992 von 27 KSZE-Staaten unterzeichnet und trat am 1. Januar 2002 rechtlich verbindlich in Kraft. Unterzeichnerstaaten (bzw. deren Nachfolgestaaten) sind Belgien, Dänemark, Deutschland, Frankreich, Griechenland, Großbritannien, Island, Italien, Luxemburg, Niederlande, Norwegen, Spanien, Portugal, die USA, Kanada, Bulgarien, Georgien, Kirgisistan (noch nicht ratifiziert), Polen, Rumänien, Russland, Slowakei, Tschechien, Ukraine, Ungarn, Belarus und die Türkei. Neu beigetreten sind Schweden, Finnland, Lettland, Litauen, Georgien, Slowenien, Bosnien-Herzegowina. Österreich hat Interesse an einem Beitritt bekundet, die Schweiz beteiligt sich nicht. Zypern hat einen Antrag auf Beitritt zum Vertrag gestellt, der jedoch von der Türkei blockiert wird.
Er gibt jedem Vertragsstaat das Recht, jährlich eine bestimmte Anzahl vereinbarter Beobachtungsflüge über dem Staatsgebiet anderer Vertragsstaaten durchzuführen. Dabei kommen Sensoren für Foto- und Videoaufnahmen zum Einsatz, zunehmend auch digital. Durch die Beteiligung von Vertretern des beobachtenden und des beobachteten Staates bei allen Beobachtungsflügen ist der Vertrag zudem ein wichtiges Element der Transparenz und Vertrauensbildung. Beobachtungsflüge können ferner zur Gewinnung von Lagebildern in internationalen Krisensituationen sowie zur Umweltbeobachtung eingesetzt werden.
Darüber hinaus ist die Ausweitung der Luftbeobachtung auf weitere Bereiche im Vertrag ausdrücklich vorgesehen. Ein Open-Skies-Beobachtungsflugzeug kann auch zur Gewinnung von Lagebildern in internationalen Krisensituationen, zur Konfliktverhütung, zum Krisenmanagement sowie zur Umweltbeobachtung herangezogen werden. Die monatlich tagende Kommission ist bei der OSZE in Wien angesiedelt und verantwortlich für Implementierungsfragen des Vertrages.
Die Beratungskommission Offener Himmel (OSCC) mit Sitz und informellen Arbeitsgruppen in Wien ist das maßgebliche Konsultations- und Beschlussgremium für Fragen der Umsetzung und Weiterentwicklung des Vertrags.

## Umsetzung des OH-Vertrags

### OH-Geltungsbereich und Einsatzergebnisse

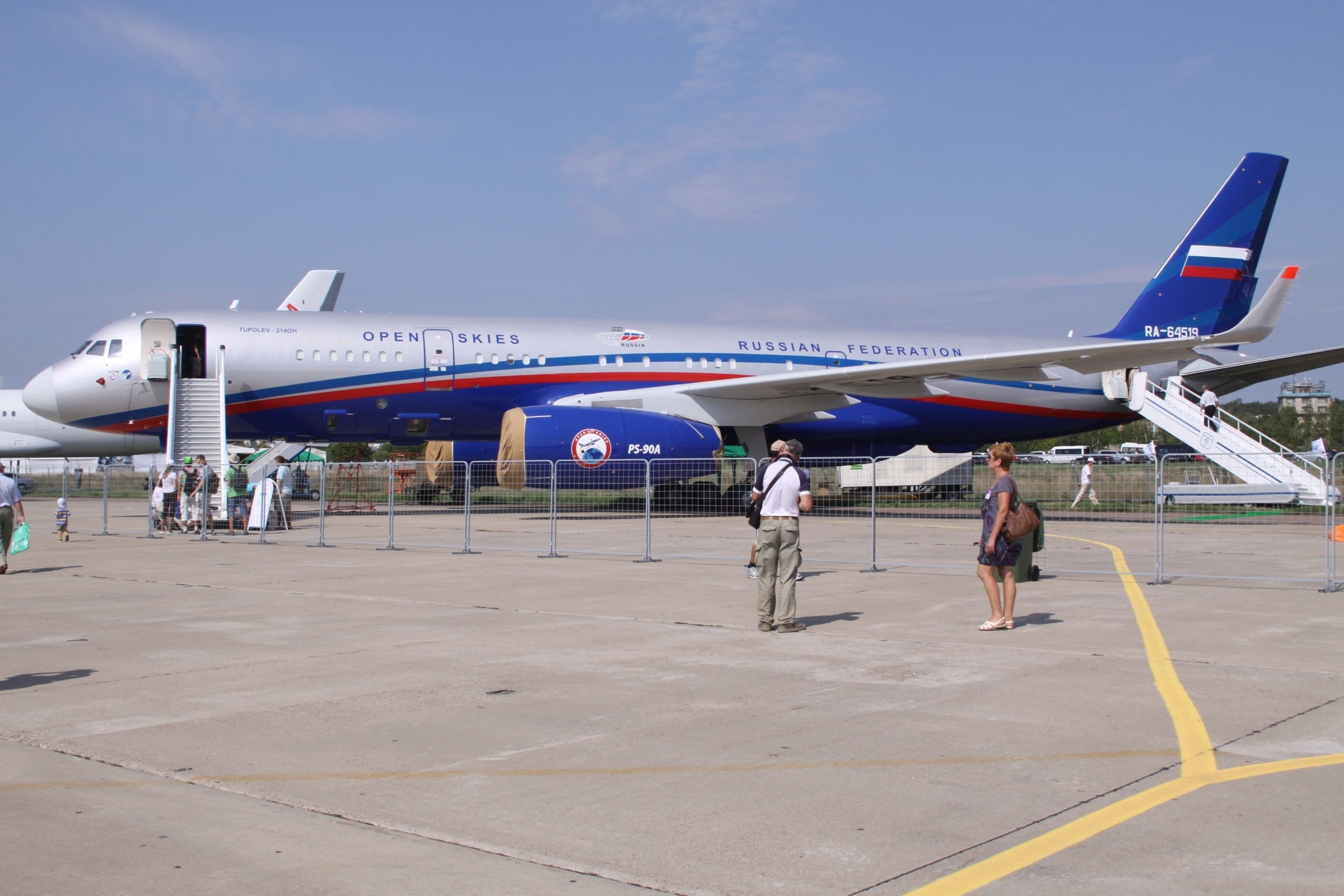
Russisches Open-Skies-Flugzeug (2010)

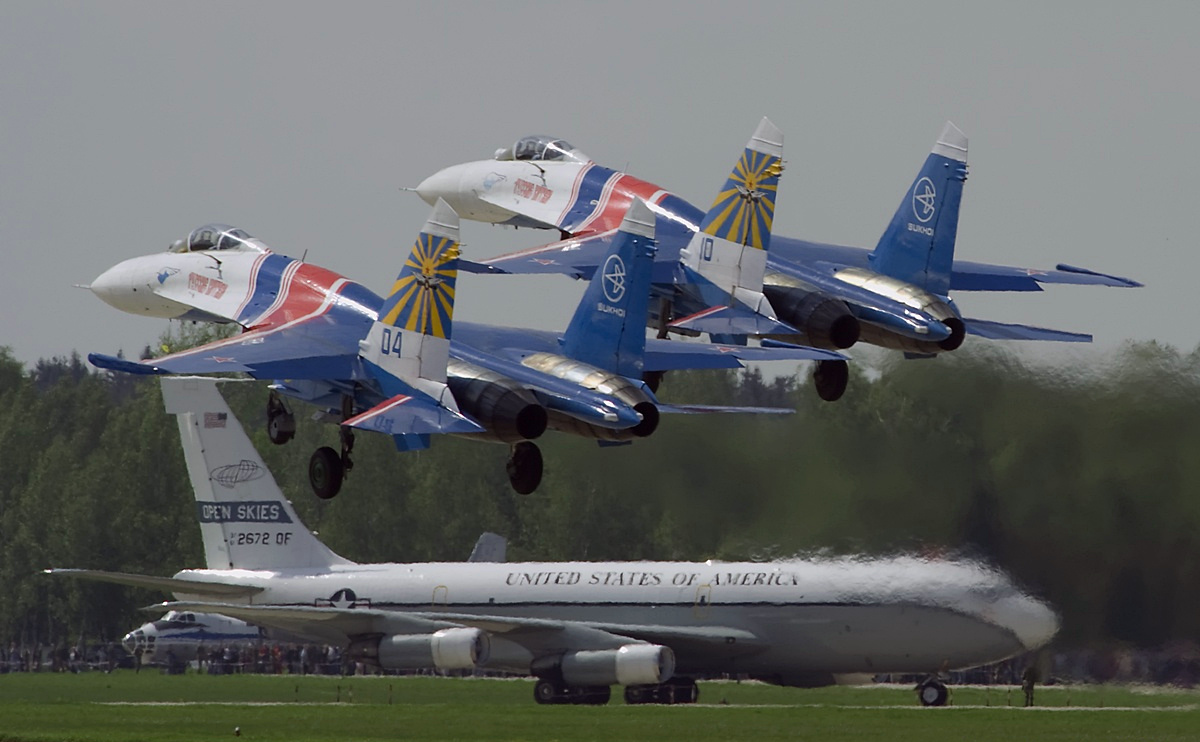
Open-Skies-Flugzeug der USA im Hintergrund auf dem Militärflugplatz Kubinka (2012)

Die räumliche Geltung des Vertrages über den Offenen Himmel wurde auf das gesamte Gebiet von Vancouver bis Wladiwostok ausgedehnt.
Mit Unterzeichnung des Vertrages wurde er vorläufig angewandt. Durch bilaterale Testbeobachtungsmissionen konnten wichtige praktische Erfahrungen für die Implementierung gesammelt werden. Die Zusammenarbeit erfolgt in einer vertrauensvollen, freundschaftlichen Atmosphäre.
Das Inkrafttreten des Vertrages verzögerte sich aufgrund der fehlenden Ratifizierungen durch die Parlamente der Ukraine, Russlands und von Belarus. Der Vertrag trat am 1. Januar 2002 in Kraft. Die Beobachtungsflugzeuge der teilnehmenden Staaten wurden im Jahr 2002 zertifiziert und die ersten Flüge gemäß dem Vertrag fanden statt. Die OSCC richtete Arbeitsgruppen zur Beschlussfassung zu wichtigen Fragen der Anwendung des Vertrages ein.
Bis 2020 wurden über 1.500 Beobachtungsflüge nach dem Vertrag durchgeführt. Deutschland war an über 12 Prozent dieser Flüge beteiligt.

### OH-Umsetzungsbeitrag Deutschlands
Auf nationaler Ebene ist für Deutschland das Zentrum für Verifikationsaufgaben der Bundeswehr (ZVBw) für die Koordinierung, Umsetzung und Auswertung von Beobachtungsergebnissen, Aufnahmen aller Beobachtungsflüge mit deutscher Beteiligung zuständig.
Die deutsche Offener-Himmel-Mission beobachtet damit eine Fläche von 17.799.997 km².
Obwohl Deutschland nach dem Absturz des für den Einsatz als Beobachtungsflugzeug umgerüsteten deutschen Open-Skies-Flugzeuges Tupolew Tu-154M Open Skies 1997 über kein eigenes Beobachtungsflugzeug mehr verfügte, beteiligte es sich in den 18 Folgejahren aktiv an der vorläufigen Implementierung. 2015 erfolgte die Ausschreibung der Bundeswehr für einen Airbus A319CJ, wofür 60 Millionen Euro vom Bundestag bereitgestellt wurden. Von Volkswagen wurde ein Airbus A319 gekauft, der von Lufthansa Technik bis Juni 2019 so umgerüstet wurde, dass die Maschine nicht nur der Luftwaffe, sondern auch mietweise anderen Vertragspartnern zur Durchführung von Open-Skies-Flügen zur Verfügung steht.

### OH-Umsetzungsprobleme in anderen Staaten
Im Jahr 2019 teilten sich die Niederlande, Kanada, Belgien, Luxemburg, Frankreich, Griechenland, Italien, Portugal und Spanien einen umgebauten C-130-Hercules-Transporter mit einem SAMSON-Aufklärungscontainer. Bulgarien, Rumänien und die Ukraine setzten immer noch die An-30 ein, während Schweden eine Saab 340 zertifiziert hatte.
Anfang Februar 2016 hat die Türkei russische Beobachtungsflüge im Rahmen des Vertrages über den Offenen Himmel verhindert.

## Austritt der Vereinigten Staaten

### Kontroverse Standpunkte zur Vertragstreue
Mit zunehmendem Alter der Flugzeuge – im Jahr 2017 bereits etwa 60 Jahre – sahen die USA immer weniger Sinn darin, neue Flugzeuge auszurüsten, zumal die Daten, welche die USA mit anderen Mitteln erhoben, ohnehin viel genauer waren.
Eine andere Strategie verfolgte Russland, das seine neuen Flugzeuge mit modernster Technik ausrüstet, welche die Vorgaben des Vertrags (eine Auflösung von nicht unter 30 cm) erfüllt.
Das US-Außenministerium wirft Russland vor, seit 2005 kontinuierlich die Bestimmungen des Vertrags gebrochen zu haben, unter anderem, indem es die Überflüge zu Spionagezwecken genutzt haben soll. Als Russland keine Flüge über Kaliningrad mehr zulassen wollte, erwogen die USA ab September 2017, ihrerseits keine russischen Flüge über ihrem Territorium mehr zuzulassen.
Diese Frage wurde erneut aufgeworfen, nachdem die USA den Russen einen Flug in geringer Höhe über das Zentrum Washingtons, über das Weiße Haus, das Kapitol und das Pentagon erlaubt hatten. Der Leiter der Defense Intelligence Agency und der Kommandeur des Strategic Command warnten den US-Kongress daher, dass die Ausnutzung des Vertrags durch Russland eine Gefahr für die nationale Sicherheit darstelle. Andererseits warnte der Vorsitzende des Auswärtigen Ausschusses des US-Kongresses den neuen Nationalen Sicherheitsberater Robert O’Brien im Oktober 2019, dass ein Rückzug aus dem Abkommen trotz der Probleme mit Kaliningrad, Südossetien und Abchasien Russland nutzen und Amerikas Alliierten schaden könne. Der russische Militäranalyst Pawel Felgenhauer sagte 2019 dazu, der Vertrag über den Offenen Himmel symbolisiere „in erster Linie das Vertrauen zwischen ehemaligen Gegnern im Kalten Krieg, aber heute gibt es kein Vertrauen“.
Die seit Jahren andauernde Kontroverse zwischen den USA und Russland zur Vertragstreue fand ihre Fortsetzung im Compliance-Report 2020 des US-Außenministeriums an den Kongress, der vorgebrachte abweichende Argumente und Hinweise des Außenministeriums der Russischen Föderation auf mangelnde amerikanische Vertragstreue einfach nicht beantwortete.

### Vertragsausstieg der USA
Am 21. Mai 2020 kündigte Robert O’Brien, Nationaler Sicherheitsberater des US-Präsidenten Donald Trump, an, dass die Vereinigten Staaten aus dem Vertrag austreten würden, da sich Russland nicht an Vorgaben gehalten habe. Der Ausstieg wurde am 22. November 2020 wirksam. Die anderen NATO-Länder unterstützten die Entscheidung nicht, Open Skies aufzukündigen. Einige NATO-Partner äußerten ihr Bedauern über die Entscheidung der amerikanischen Regierung. Einig war sich die NATO hingegen, Druck auf Russland auszuüben, um bei Streitpunkten bei der Umsetzung des Vertrages, wie zum Beispiel Kontrollflüge über das Gebiet um Kaliningrad, mit Russland eine Einigung zu erzielen.

## Austritt der Russischen Föderation
Nach dem Austritt der USA musste Russland befürchten, dass der NATO angehörende Vertragspartner die von ihnen gewonnenen Informationen an die USA weitergeben würden. Dadurch wären die USA weiterhin an Informationen über russische Militäreinrichtungen gekommen, ohne Überflüge über das eigene Territorium zulassen zu müssen.
Daher forderte Russland von den beteiligten NATO-Staaten Garantien dafür, ihre im Rahmen des Vertrages gesammelten Daten nicht an die USA weiterzugeben. Entsprechende Zusicherungen seitens der NATO-Mitgliedsstaaten bezeichnete die russische Regierung als nicht ausreichend.
Nachdem zuvor die Staatsduma und das Oberhaus Russlands für einen Ausstieg gestimmt hatten, unterzeichnete Präsident Putin am 7. Juni 2021 das Gesetz über den Austritt Russlands aus dem Open-Skies-Vertrag.